# Octave de Camps
Octave de Camps né en 1803 est un personnage de La Comédie humaine d'Honoré de Balzac.
Neveu adoré de monsieur de Bourbonne, il fréquente le salon de Célestine Rabourdin dans Les Employés ou la Femme supérieure, en 1824. Il reste un ami fidèle de Célestine lorsque le ménage Rabourdin se trouve en difficulté.
En 1825, il est obligé de céder son domaine, le château de Villaines, situé à Louplande en Sarthe, à une bande de spéculateurs : la Bande noire. On prétend qu'il s'est ruiné pour madame Firmiani et qu'il donne des cours de mathématiques pour survivre. 
En réalité, Octave a secrètement épousé madame Firmiani qui lui apporte aide et soutien financier en attendant de recevoir pour elle-même la succession de son défunt mari. Elle l'encourage à réaliser son projet le plus cher : restituer les biens mal acquis par son père.
Ayant éclairci sa situation aux yeux du monde, Octave vit un grand bonheur avec madame Firmiani, que la marquise d'Espard cite en exemple dans Splendeurs et misères des courtisanes.
Pour les références, voir :